# Исраэль Салантер
Раби Исроэл Салантер (идиш ישראל סאלאנטער‎; настоящее имя: Израиль Вольфович Липкин; 3 ноября 1810, Жагаре — 2 февраля 1883, Кёнигсберг) — основатель движения Мусар, известный глава йешивы и талмудист.
Отец математика и изобретателя Липмана Липкина.

## Биография
Исроэл Салантер родился в местечке Жагаре, где его отец, раввин Вольф Лейбович Липкин (1788—1858), возглавлял иешиву и стал первым учителем сына. У него были братья Ицик (1808), Михл (1813), Липман (1818) и Рувин (1820).
В 12 лет женился на Эстер Айзенштейн (1810—?) — дочери раввина Янкева Айзенштейна из Саланта. Как было принято, молодые поселились у тестя, который взял на себя заботы о материальном обеспечении семьи, дав зятю возможность продолжить религиозное образование. Был известен как Исроэл Салантер (с идиш — «из Саланты»); официальной оставалась фамилия Липкин.
В возрасте 14 лет Салантер послал свои хидушим (аналитические комментарии к Талмуду) одному из высших галахических авторитетов Европы р. Акиве Эйгеру, назвавшему эти заметки «гениальными из гениальных». Другие современники, также восхищавшиеся познаниями юного талмудиста, называли его «маленьким Альфаси».
Основным наставником стал раввин Йосеф-Зундель Салант, ближайший ученик Акивы Эйгера. Внешне Йосеф-Зундель вёл жизнь простого торговца, однако он ежедневно уединялся в ближайшей роще, где изучал «Месилат йешарим» («Путь праведных») — этический трактат Хаима-Моше Луцатто, итальянского раввина XVIII века. Согласно преданию, Йосеф-Зундель заметил, что кто-то наблюдает за ним. Внимательно приглядевшись, он заметил молодого Салантера, и сказал ему: «Исроилке, займись книгами мусара (этики) и станешь по-настоящему богобоязненным евреем». С тех пор они начали заниматься вместе.
Большинство из методов духовной работы, которые Салантер впоследствии сделал достоянием всего еврейского мира, были разработаны его наставником Йосефом-Зунделем. В свою очередь, Йосеф-Зундель развивал те методы воспитания, которые были апробированы в иешивах Хаима из Воложина и Акивы Эйгера, а ещё раньше — в доме учения Виленского Гаона, который сформулировал исходный постулат будущей школы мусара: «Основа человеческой жизни — постоянно преодолевать дурные качества характера; и если человек этого не делает, то для чего он живёт?!».
В 1840 году Салантер начал преподавать в знаменитой виленской иешиве Рамайлес. Его уроки по Талмуду и галахе пользовались большой популярностью. Однако главное внимание Салантер уделял морали, самопознанию и самосовершенствованию, а также заповедям в отношении ближних. Своих учеников Исраэль призывал относиться к заповедям «бейн адам лехаверо» («между людьми») хотя бы с той же педантичностью и серьёзностью, как они относятся к запретам субботы или к законам о кошерности пищи. Разработанная им этическая система получила название мусар (этика).
В 1842 году Салантер оставил ешиву Рамайлес и, объединив вокруг себя группу наиболее талантливых учеников, основал Мусар-штибл (Дом этики), занятия в котором строились на изучении классических книг мусара — таких, как «Ховот ха-левавот» («Обязанности сердец») Бахьи ибн Пакуды и «Месилат йешарим» Моше-Хаима Луцатто (Рамхаля).
В 1848 году царским правительством в Вильне было основано раввинское училище, которое должно было готовить раввинов «нового типа» — просвещённых, образованных, знающих русский язык. Исраэлю Салантеру было предложено место преподавателя Мишны и Гемары, однако он отказался, сославшись на проблемы со здоровьем. Неизвестно, с чем был связан этот отказ (питерский историк А. Львов полагает, что первоначально Салантеру было предложено куда более почётное и высокооплачиваемое место инспектора). Как бы то ни было, в отличие от Берлинской семинарии раввина Гильдесгеймера, виленское училище довольно быстро стало центром вольномыслия, и из его выпускников почти никто не стал раввином. Работа в таком заведении пагубно отразилась бы на репутации Салантера.
В том же 1848 году в Вильно вспыхнула эпидемия холеры — болезни, которую в то время практически не умели лечить. Собрав значительные благотворительные средства, Исраэль арендовал больницу, рассчитанную на полторы тысячи коек. В ней, посменно, круглые сутки работали его ученики. Салантер сам постоянно навещал больных, обеспечивая их лекарствами и продуктами. В субботние дни он следил, чтобы больные не ограничивали себя галахическими запретами, — ведь, когда жизни человека угрожает опасность, отменяются все запреты субботы. Чтобы убедить «ревнителей веры» из числа больных, Салантер и его ученики сами публично совершали запрещённые в субботу действия по уходу за больными — например, рубили дрова и разводили огонь, чтобы прогреть больничные помещения и вскипятить воду.
Накануне поста в  Йом-Киппур Салантер объявил по всем синагогам, что в этом году не следует поститься, не следует долго молиться, а необходимо находиться на открытом воздухе. Однако, боясь, что его не послушаются, после утренней молитвы он взошёл на амвон с куском печенья в руке, произнес благословение и съел его на глазах у всех, дабы все последовали его примеру.
В 1858 году Салантер отправился в Германию, приняв предложение прочитать студентам Кёнигсбергского университета курс лекций по иудаизму. Его эрудиция и энергия нашли признание также среди немецких ортодоксов, и в 1860 году, переехав в прусский город Мемель (ныне Клайпеда, Литва), Салантер стал издавать еженедельный журнал «Ха-Твуна», пропагандировавший идеологию мусар. Он принял немецкое подданство, стал носить европейскую одежду и читал проповеди по-немецки. Живя попеременно в Тильзите, Франкфурте-на-Майне, Хальберштадте и Берлине, Салантер активно переписывался со своими учениками в Литве.
В 1880—1882 годах Салантер жил в Париже, где занимался распространением еврейских знаний и способствовал укреплению еврейских учреждений. В 1882 году он вернулся в Кёнигсберг, где и скончался спустя год.

## Наследие
Личность и учение Салантера оказали огромное влияние на развитие ортодоксального еврейства, хотя в литовской общине его высказывания и поступки нередко вызывали активное неприятие. Его важнейшие работы: «Игерет ха-мусар» («Послание о морали», 1858), «Имрей бина» («Разумные речения», 1878), «Эвен Исраэль» («Твердыня Израилева», 1883).
В своей работе Салантер постоянно искал новые формы для распространения и пропаганды ортодоксального иудаизма. Многие его идеи намного опередили своё время, и были осуществлены через много десятилетий после его смерти: составление арамейско-ивритского словаря для изучения Талмуда; перевод всего корпуса Талмуда на иврит (лишь столетие спустя к реализации этого проекта приступил раввин Штейнзальц) и на европейские языки (этот процесс, который также начался через два-три поколения после смерти Салантера; полный перевод Талмуда на английский и французский языки); распространение еврейской религиозной литературы на русском языке и многое другое.
После смерти Салантера вокруг вопроса, должен ли «мусар» стать частью учебной программы иешив, развернулась бурная полемика, поскольку ряд раввинов полагали подобное изучение пустой тратой времени, необходимого для изучения Торы (битуль Тора). Эти раввины считали более полезным сосредоточиться исключительно на изучении Талмуда, и предупреждали, что излишней этический самоанализ не полезен для психического здоровья. Тем не менее, регулярные занятия по мусару проводятся во многих уважаемых иешивах.

## Предания о Салантере
Салантер не ограничивался проповедями и поучениями. Сохранилось множество рассказов о том, как он лично воплощал в жизнь собственные принципы. Так, согласно одному из преданий, накануне Йом Кипура Салантер не пришёл в синагогу. Община встревожилась, не заболел ли внезапно раввин, не случилось ли несчастье. Молитву без него не начинали. Пока евреи ждали, одна молодая женщина из общины стала волноваться: она оставила грудного ребёнка спящим в колыбели, так как думала, что будет отсутствовать недолго, а теперь побежала посмотреть, все ли с ним в порядке. Когда она вошла в дом, то увидела, что ребёнка баюкает сам Исраэль. По дороге в синагогу он услышал плач ребёнка и, раз мать, очевидно, ушла на службу, вошел в дом, чтобы успокоить малыша.
Согласно другому преданию, идя по городу, Исраэль Салантер встретил бедную вдову, которая горько плакала, узнав, что её второго сына забирают в рекруты (кантонисты), так как богатый член общины подкупил чиновников, чтобы не взяли его детей. Руководство общины согласилось с этим богачом и решило отдать вместо его отпрыска второго сына вдовы. В тот день раби Исраэль Салантер пошёл в местную синагогу и, когда один человек поднялся, чтобы начать службу, воскликнул: «Нельзя начинать службу вам, потому что вы еретик, вы не верите в Тору и в Бога». Другой человек встал, но Исраэль Салантер прокричал то же и ему, и третьему. Наконец, молящиеся попросили его объяснить, в чём дело. «То, что вы молитесь, не доказывает, что вы верующие. Вы молитесь только потому, что молились ваши отцы. Если вы действительно верите, что Тора — это голос Бога, то как вы можете нарушать её заветы, ведь она запрещает вам обижать вдов и идти на уступки богатым и знатным. Раз вы так поступаете, значит, вы не верите в Бога и его Тору».
Однажды Салантер обнаружил, что у серьёзно больного ученика нет денег на лечение. Войдя в синагогу, где молился этот молодой человек, Салантер спросил собравшихся: «Почему вы не обеспечите ему лучшее лечение?». «У нашей общины совсем нет денег» — отвечали они. Услышав это, Салантер закричал: «Вам следовало бы продать нарядный покров с ковчега, в котором хранятся свитки Торы, и использовать деньги для помощи этому человеку!».

## Комментарии
1. ↑  В ревизских сказках, доступных на сайте еврейской генеалогии JewishGen.org, указан как Израиль Вольфович Липкин, сын Вольфа Лейбовича Липлина.
2. ↑  В ревизских сказках за 1858 и 1877 годы указан как Исроэл (Израиль Вольфович) Липкин.